# Benjamin List
Benjamin List (Fráncfort del Meno, 11 de enero de 1968) es un químico alemán, profesor de la Universidad de Colonia y del Instituto Max Planck para la Investigación del Carbón. Fue uno de los principales desarrolladores de la organocatálisis, un método para acelerar las reacciones químicas y hacerlas más eficientes. Compartió el premio Nobel de Química de 2021 con David MacMillan "por el desarrollo de la organocatálisis asimétrica".

## Vida académica
List se licenció en química en 1993 en la Universidad Libre de Berlín y posteriormente obtuvo el doctorado el 1997 en la Universidad Johann Wolfgang Goethe de Fráncfort. Su tesis doctoral se tituló Synthese eines Vitamin B 12 Semicorrins (Síntesis de una vitamina B12 semicorrina), y fue supervisada por Johann Mulzer.
Es profesor de la Universidad de Colonia, así como director y profesor del Instituto Max Planck para la Investigación del Carbón. También es investigador principal del Instituto de Diseño y Descubrimiento de Reacciones Químicas de la Universidad de Hokkaido.
A fecha de octubre de 2021 tiene un índice h de 95 según Google Académico.
El 6 de octubre de 2021, recibió el premio Nobel de Química, junto con David MacMillan, "por el desarrollo de la organocatálisis asimétrica".